# Jan Quast (Politiker)

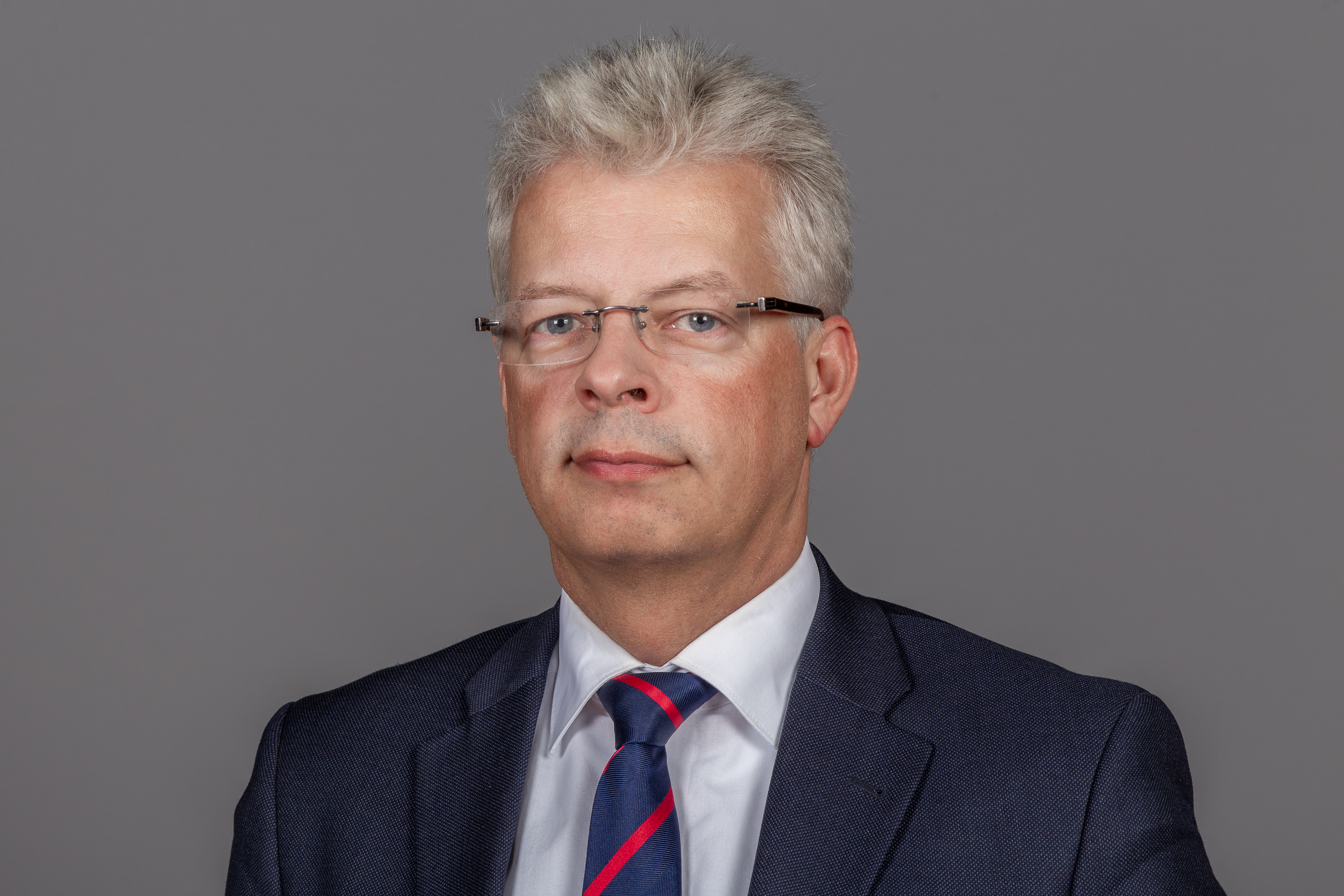
Jan Quast (2018)

Jan Quast (* 18. Januar 1966 in Hamburg) ist ein deutscher Politiker (SPD) und Manager der Gesundheitswirtschaft. Mit kurzer Unterbrechung war er ab Oktober 2001 bis zum Ablauf der 21. Legislaturperiode 2020 Abgeordneter der Hamburgischen Bürgerschaft.

## Leben
Zwischen 1972 und 1976 besuchte Quast die Grundschule in Hamburg-Winterhude. Anschließend schloss er bis 1985 seine schulische Ausbildung mit dem Abitur am Gymnasium Uhlenhorst-Barmbek ab. Es folgten eine Ausbildung zum Bankkaufmann und ein BWL-Studium, das er im Jahr 1996 an der Universität Hamburg mit den Schwerpunkten betriebswirtschaftliche Steuerlehre und Politische Wissenschaft beendete. Während seines Studiums sammelte er bereits in seiner Halbtagstätigkeit als Referent von Bürgerschaftsabgeordneten erste politische Erfahrungen. Bis 1998 war er danach als Mitarbeiter eines Projektes zur Verwaltungsmodernisierung im Einwohnerzentralamt tätig. Danach wurde er persönlicher Referent des Hamburger Innensenators Hartmuth Wrocklage und im Jahr 2001 leitete er das Büro des damaligen Innensenators Olaf Scholz.
Spätestens seit 2011 ist Quast Angestellter der Hamburger Behörde für Gesundheit und Verbraucherschutz (BGV) und leitet dort die Abteilung „Gesundheitswirtschaft, Internationales, Beteiligungen“. Seit dem 1. Oktober 2015 ist Quast Co-Geschäftsführer der Gesundheitswirtschaft Hamburg GmbH. Diese ist eine gemeinsam von der städtischen Behörde für Gesundheit und Verbraucherschutz und der Handelskammer Hamburg betriebene Agentur zur Förderung der Gesundheitswirtschaft und zur Koordination der Aktivitäten im Hamburger Gesundheitscluster.

## Politik
Jan Quast trat 1985 in die SPD ein. 1989 wurde er im Bezirk Hamburg-Nord in Winterhude stellvertretender SPD-Distriktsvorsitzender des Ortsvereins Jarrestadt. Im Jahr 1996 wurde er Distriktsvorsitzender der Jarrestadt, was er bis 2006 blieb. Von 1987 bis 1991 war er als zugewählter Bürger in verschiedenen Ausschüssen der Bezirksversammlung Hamburg-Nord tätig und von 1991 bis 2001 war er als Bezirksabgeordneter in Hamburg-Nord aktiv. Dort war er unter anderem Mitglied der Kommission für Bodenordnung und außerdem Mitglied im Fraktionsvorstand der SPD-Fraktion Hamburg-Nord. Von 1993 bis 1998 war er wirtschaftspolitischer Sprecher der SPD-Bezirksfraktion, deren haushaltspolitischer Sprecher er von 1997 bis 2001 und deren Stellvertretender Vorsitzender er von 1999 bis 2001 gewesen ist.
Im Oktober 2001 zog er erstmals für die SPD in die Hamburgische Bürgerschaft ein, der er bis März 2008 angehörte. Dort war er Sprecher der SPD-Bürgerschaftsfraktion für Stadtentwicklung, Bau und Verkehr, sowie für Bezirke und Verwaltungsreform. Außerdem war er Mitglied des Haushaltsausschusses sowie in dessen Unterausschüssen. Bei der Bürgerschaftswahl in Hamburg 2008 am 24. Februar 2008 verlor er sein angestrebtes Bürgerschaftsmandat für den Wahlkreis 8 Eppendorf – Winterhude, zog jedoch am 16. Juni 2008 als Nachrücker über den Landeslistenplatz 20 doch in die Bürgerschaft ein, da Michael Naumann aus beruflichen Gründen sein Mandat niederlegte. In der 19. Wahlperiode war er für seine Partei Vorsitzender des Stadtentwicklungsausschusses, Mitglied im Kultur-, Kreativwirtschafts-, Tourismusausschuss und im Wissenschaftsausschuss. Bei der Bürgerschaftswahl in Hamburg 2011 sowie bei der Bürgerschaftswahl 2015 wurde er erneut jeweils über die SPD-Landeslistenplätze 31 bzw. 17 in die Bürgerschaft gewählt. Er ist Mitglied im Haushaltsausschuss und im Ausschuss Öffentliche Unternehmen. Zudem ist er seit 2011 haushalts- und finanzpolitischer Sprecher seiner Fraktion.
Quast trat nicht erneut zur Bürgerschaftswahl 2020 an.